# Ferenc Dávid
Ferenc Dávid (Cluj-Napoca, 1510 circa – Deva, 15 novembre 1579) è stato il fondatore della Chiesa Unitariana della Transilvania.

## Processo e morte
Dávid, dal 1576 sovrintendente della Chiesa Unitariana, apparteneva alla corrente dei non-adorantisti, contrariamente al Giorgio Biandrata che denunciò il Dávid per violazione della legge sull'innovazione davanti al reggente Kristóf Báthory.

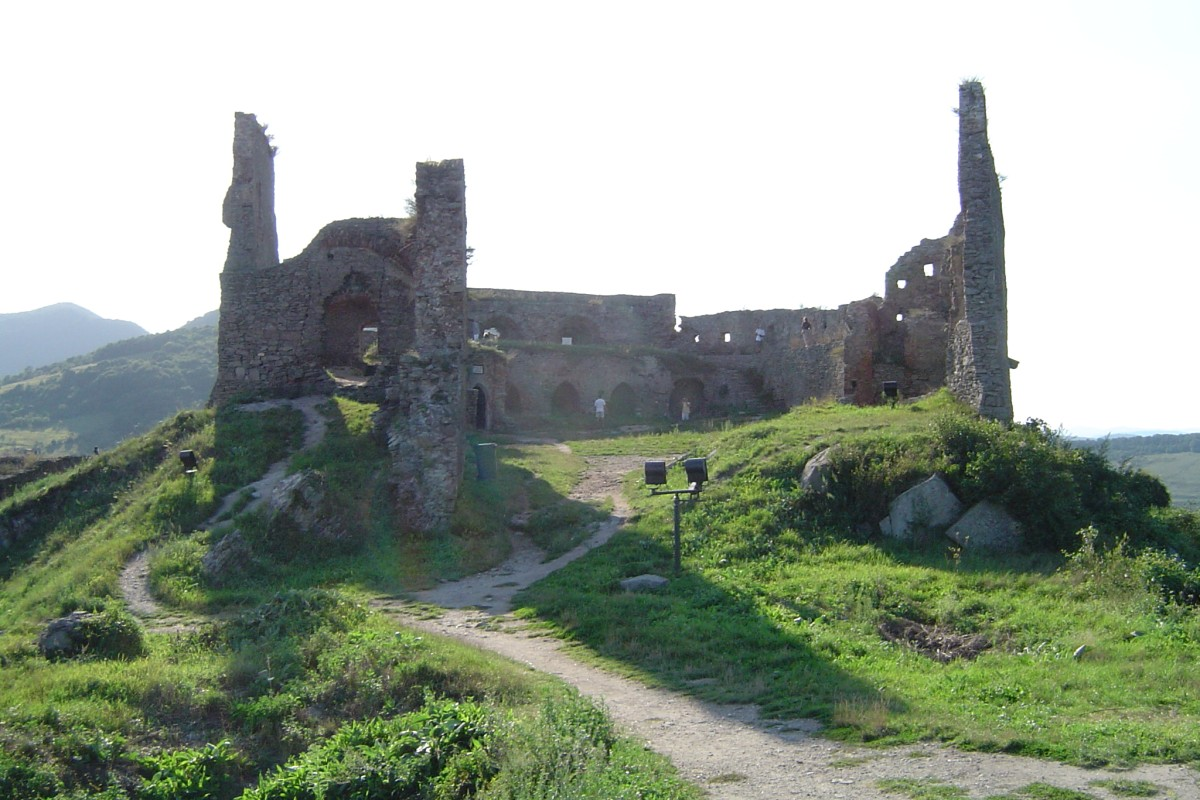
Le rovine della fortezza di Déva

Il 2 giugno 1579, alla dieta di Gyulafehérvár, Dávid si difese sostenendo di non essere un innovatore, poiché egli aveva sempre insegnato che Cristo era un uomo e che le Scritture impongono soltanto il culto di Dio. Ma la dieta gli diede torto e Dávid fu condannato al carcere a vita nella fortezza di Déva, dove morì il 15 novembre.

## Opere
- Elegia, Scripta ad Eximium D. Franciscum, I. V. Doctorem, ac Vicarium Ecclesiae Albensis in Transsylvania… Maecenatem suum semper colendum, 1550
- Dialysis Scripti Stancari Contra Primum Articulum Synodi Szekiensis, qui de doctrina controvertitur, conscripta. Cluj-Napoca, 1555.
- Responsum ministrorum Ecclesiae Colosvariensis ad scripta varia Martini a Calmancha in Causa Coena Domini edita Colosvarini. Anno 1556. die 25. Julii.[3]
- Consensus Doctrinae De Sacramentis Christi Claudiopoli, 1557.
- Acta Synodi Pastorum Ecclesiae Nationis Hungaricae in Transylvania… Anno 1558. in oppido Thorda celebratae. U. ott, 1558.
- Az Vrnac Vaczoraiarol Valo közenséges keresztyéni vallas. Colosvarot, 1559.
- Defensio Orthodoxae Sententiae de Coena Domini (Kolozsvár), 1559.
- Scriptum Francisci Davidis anno Domini 1566.[4]
- Ejudem Francisci Davidis Responsio ad Argumenta, quibus Hypostasin Spiritus Sancti Petrus Caroli stabilivit, (Lampe, Hist. Eccl. Hungar. 154–158. l).
- Propositiones in Disputatione Albensi coram Regia Maiestate a D. Georgio Blandrata et Francisco Davidis propositae Limitationi Ministrorum, qui ex Ecclesiis Hungaricis Disputationi interfuerunt, Kolozsvár, 1566.
- Catechismus Ecclesiarum Dei in natione Hungarica per Transilvaniam, Claudiopoli, 1566.
- Disputatio prima Albana seu Albensis, habita 1566 24. Febr. U. ott, 1566.
- De Falsa et Vera Vnius Dei Patris, Filii, et Spiritvs Sancti Cognitione Libri Dvo. Albae Juliae, 1567.
- Rövid Magyarazat mikeppen az Antichristvs, az igaz Istenről valo tudomant meg homalositotta… Albae Juliae, 1567.
- Rövid Utmutatás az Istennec igeienec igaz ertelmere, mostani szent Haromsagrol tamadot vetélkedesnec meg feytesere es itelesere hasznos es szükseges, Albae Juliae, 1567.
- Refvtatio Scripti Petri Melii, quo nomine Synodi Debrecinae docet Johoualitatem, et trinitarium Deum Patriarchis, Prophetis, et Apostolis incognitum, Albae Juliae, 1567.
- Demonstratio Falsitatis Doctrinae Petri Melii, et reliquorum Sophistarum per Antitheses una cum refutatione Antitheseon veri et Turcici Christi, nunc primum Debrecini impressarum… Albae Juliae, 1568.
- Refutatio Propositionum Petri Melii non inquirendae Veritatis ergo sed ad contendendum propositarum, ad indictam Synodum Varadinam 22. Augusti Anno 1568
- Theses Thordae Disputandae ad XIII Diem Nouembris, et in Synodo Varadina die 22. Augusti publicatae, U. ott. (Névtelenűl).
- Literae convocatoriae ad Seniores Ecclesiarum Svperioris et Inferioris Pannoniae ad indictam Synodum Thordanam ad tertium Marty diem, additis Thesibus ibidem disputandis, U. ott, 1568.
- Aequipollentes ex Scriptura Phrases de Christo Filio Dei ex Maria Nato Figuratae…, U. ott, 1568.
- Antithesis Pseudochristi cum vero illo ex Maria Nato, U. ott, 1568.
- Az Szent Irasnac Fvndamentamabol vött Magyarazat az Jesus Cristusrol es az ő igaz istensegeről, U. ott, 1568.
- De Mediatoris Jesv Christi hominis Divinitate, Aequalitateque libellus, U. ott, 1568.
- Brevis Enarratio Dispvtationis Albanae de Deo Trino, et Christo Dvplici coram Serenissimo Principe, et tota Ecclesia decem diebus habita, U. ott, 1568.
- De Regno Christi Liber primus. De Regno Antichristi Liber secundus. Accessit Tractatus de Paedobaptismo, et Circumcisione, U. ott, 1569.
- Propositiones Francisci Davidis ex Ungarico Sermone in Latinum conversae et in eadem Synodo Varadiensi (Ao 1569.) exhibitae. [5]
- Az Váradi Disputacionac avagy vetelkedesnec, az egy Attya Istenről es annac Fiaról, az Jesus Cristusról és a szent Lélekről igazán valo elő számlalássa, Kolozsvár, 1569.
- Első Resze az szent irasnac külön külön reszeiből vöt predicaciocnac az atya istenről, ennek kedig az ő fiaról az Ihesvs Christvsrol, es az mi öröcseguncnec peczetiről az szent lelekről, Gyula-Fehérvár, 1569.
- Refutatio Scripti Georgii Maioris, in quo Devm trinvm in personis, et vnvm in Essentia: Vnicvm deinde eius Filium in persona, et duplicem in naturis, ex lacunis Antichristi probate conatus est, (Kolozsvár), 1569.
- Könyvetske Az igaz Kerestyéni Keresztségről, es a Pápa Antichristusnac Maymozássaról… Kolozsvár, 1570.
- Responsio Pastorum ac Ministrorum Ecclesiarum in Transsylvania, quae vnvm Deum Patrem Christi Jesum Christum filium Dei crucifixum vnvmqu. amborum spiritum confitentur, U. ott, 1570.
- Az Egy ő magatol való Felséges Istenről, es az ő igaz Fiarol, a Nazareti Jesusrol, az igaz Messiasrol, A szent irásból vöt vallástéttel, U. ott, 1571.
- Az egy Attya Istennec, es az ő aldot szent fianac, az Jesus Christusnac Istenségekről igaz vallastéttel…, U. ott, 1571.
- Literae Convocatoriae, una cum Propositionibus in Synodo Vasarhellyina disputandis ad diem XX. Mensis Septembris, hujus Anni 1571, U. ott.
- Libellus Parvus, XXX Thesibus Blandratae oppositus, in quo disseritur Jesum Christum vocari nunc non posse Deum, cum non sit verus Deus…, U. ott, 1578.
- Confessio Francisci Davidis de Jesu Christo quam ex carcere exhibuit. Regnicolis, paulo ante mortem Thordae, in Transylvania, in conuentu regni 17. April. Anno 1570.
- Isteni dicsiretek, imádságos és vigasztaló énekek, 1575.[6]